# 李奖 (魏尹)
李奖（？—？），字道休，陇西郡狄道县（今甘肃省定西市临洮县）人，安北将军、营州刺史、乐平宣惠伯李思穆的长子，北魏、东魏、北齐官员。

## 生平
李奖受到姻亲魏孝庄帝元子攸所亲近，魏孝庄帝因此重新越级赠予李思穆卫将军、中书监、左光禄大夫、谥号宣惠。李奖因为亲戚的恩泽，被赐予广平侯的爵位，历任中书侍郎、兼散骑常侍。武定三年春正月丙申（545年2月13日），兼任散骑常侍李奖作为使者出使南梁。回朝后，李奖历任黄门郎、司徒左长史，代理瀛州刺史。北齐天保元年五月辛未（550年6月22日），李奖兼任侍中、冀瀛沧三州大使，与封述等共八名大使，巡视各地风俗，访问百姓困苦。回朝后，李奖出任魏尹。死后，朝廷赠予济州刺史、中书令。

## 家族

### 曾祖
- 李翻，西凉骁骑将军、祈连酒泉晋昌三郡太守

### 祖父
- 李抗，刘宋晋寿、安陆、东莱三郡太守

### 父亲
- 李思穆，北魏安北将军、营州刺史、乐平宣惠伯

### 兄弟
- 李斌，北魏散骑侍郎、乐平伯

### 夫人
- 天水赵氏，北魏使持节、征虏将军、岐华二州刺史、寻阳成伯赵超宗第二女[9]

### 儿子
- 李瑰，北齐中书舍人、黄门郎